# Романчук Олександр Миколайович
Олекса́ндр Микола́йович Романчу́к (2 вересня 1949, м. Острог — 2014) — краєзнавець, етнограф, археолог, реставратор кераміки, учасник наукових експедицій, активіст товариства «Спадщина», один із засновників Нетішинського міського краєзнавчого музею, завідувач його сектору археології.

## Біографія
Народився 2 вересня 1949 року в Острозі у родині лісника. Жив з батьками у Верхові Рівненської області, згодом сім'я переїхала до Теремного.
Навчався у Новородчицькій восьмирічній школі, а 9—10 класи закінчував у с. Кутянка. Закінчив Острозьке професійно-технічне училище побутовиків, здобувши професію фотографа.
З 1971 по 1973 рік служив у Радянській армії. Після служби вдало склав іспити до Березнівської лісової школи (нині Березнівський лісотехнічний фаховий коледж), отримав спеціалізацію майстра лісового господарства.
У 1976 році переїхав з Теремного до Острога. З 1976 по 1988 роки працював слюсарем-ремонтником на Острозькому пивзаводі. Брав участь у археологічних розвідках як ентузіаст.
З 1 вересня 1988 року працював у Державному історико-культурному заповіднику міста Острога на посаді завідувача фотолабораторії. Здійснював також камеральну обробку археологічного матеріалу у вільний від основної роботи час пробував реставрувати посуд. Згодом його офіційно прийняли ще на частину ставки як реставратора кераміки.
У 1995 році в заповідник міста Острога приїхала Галина Йосипівна Фурманчук (засновник та перший директор міського краєзнавчого музею м. Нетішина) на консультацію з науковцями щодо відкриття в Нетішині краєзнавчого музею. У серпні 1995 року було організовано першу етнографічну експедицію в с. Кутки Славутського району Хмельницької області, в результаті якої були зібрані експонати для побудови експозиції майбутнього музею. Після цієї експедиції, учасником якої був і О. М. Романчук, його оформляють на роботу до краєзнавчого центру-музею в місті Нетішині.
Помер у 2014 році на 65 році життя.

## Наукова робота
Автор понад 100 публікацій у наукових збірниках. Досліджував питання археології, етнографії, зокрема, народних ремесел та промислів, історії.
Очолював експедиції в села Славутського, Ізяславського та Білогірського районів Хмельницької та Острозького району Рівненської областей.
Був одним із активістів у збиральницькій та експозиційній роботі Нетішинського краєзнавчого музею. Крім експозиційних залів «Історія села Дорогоща» та «Археологія», брав участь у монтажі експозицій «Ткацтво», «Історія села Нетішина», «Історія міста Нетішина», «Шлях хліба», «Ремесла» (гончарство, бондарство, вироби з соломи, лозоплетіння), а також природничих експозиційних залів.
В експозиційній залі «Археологія» представлено багато речей, знайдених Олександром Миколайовичем, у тому числі й археологічний матеріал ашельської доби, зібраний на хуторі Співак біля с. Комини Ізяславського району, неподалік від Нетішина. Ця стоянка була відкрита Романчуком О. М. в 1997 році.
У 2005 році під егідою Міністерства України з питань надзвичайних ситуацій та у справах захисту населення від наслідків Чорнобильської катастрофи та Державного науково-виробничого підприємства «Центр захисту культурної спадщини від надзвичайних ситуацій» відбулася експедиція наукових працівників музейних установ та вищих навчальних закладів у райони Житомирської області, які мають високі рівні радіаційного забруднення. У цій експедиції брав участь і Олександр Миколайович як знаний фахівець у дослідженнях та вивченні народних промислів Полісся. В ході експедиції було зібрано велику кількість експонатів, які складуть основу майбутнього музею Чорнобильської трагедії.